# Rosalie van der Hoek
Rosalie van der Hoek (* 16. Dezember 1994 in Singapur) ist eine niederländische Tennisspielerin.

## Karriere
Van der Hoek begann im Alter von sieben Jahren mit dem Tennissport und spielt am liebsten auf Sandplätzen. Sie spielt vor allem auf der ITF Women’s World Tennis Tour, wo sie bereits 30 Titel gewinnen konnte.
Bei den ITF Women’s Circuit Chiasso 2017 verlor sie das Finale mit ihrer Partnerin Kateřina Kramperová knapp in drei Sätzen. Bei den Montreux Ladies Open 2017 verlor sie mit ihrer Partnerin Manon Arcangioli im Halbfinale.
2018 verlor sie das Finale der ITF Women’s Circuit Chiasso 2018 an der Seite von Cindy Burger knapp in drei Sätzen. Beim mit 100.000 US-Dollar dotierten O1 Properties Ladies Cup 2018 verlor sie an der Seite von Valentini Grammatikopoulou im Viertelfinale. Im Einzel erhielt sie eine Wildcard zur Qualifikation zu den Libéma Open, ihrem ersten Turnier im Einzel auf der WTA Tour. Sie verlor dort in der ersten Runde gegen ihre Landsfrau Lesley Kerkhove mit 3:6 und 2:6. Bei den Citi Open 2018 rückte sie zusammen mit ihrer Partnerin Katie Swan als Nachrücker erstmals in das Hauptfeld im Doppel bei einem Turnier der WTA-Tour. Sie verloren in der ersten Runde gegen Belinda Bencic und Anhelina Kalinina. Bei den mit 150.000 US-Dollar dotierten Oracle Challenger Series in Houston stand sie mit ihrer Partnerin Jessy Rompies im Viertelfinale, ebenso wie bei den Dow Tennis Classic 2019 mit ihrer Partnerin Katherine Sebov.

## Turniersiege

### Doppel
| Nr. | Datum              | Turnier                    | Kategorie   | Belag             | Partnerin                  | Finalgegnerinnen                                   | Ergebnis          |
| --- | ------------------ | -------------------------- | ----------- | ----------------- | -------------------------- | -------------------------------------------------- | ----------------- |
| 1.  | 19. Oktober 2013   | Iraklio                    | ITF $10.000 | Teppich           | Alexandra Nancarrow        | Nozomi Fujioka Tanaporn Thongsing                  | 6:3, 4:6, [10:7]  |
| 2.  | 26. Oktober 2013   | Iraklio                    | ITF $10.000 | Teppich           | Mandy Wagemaker            | Dominika Paterová Nikola Schweinerová              | 3:6, 6:0, [10:6]  |
| 3.  | 26. April 2014     | Santa Margherita di Pula   | ITF $10.000 | Sand              | Jeļena Ostapenko           | Yvonne Cavalle-Reimers Olga Sáez Larra             | 6:1, 2:6, [10:6]  |
| 4.  | 13. Dezember 2014  | Scharm asch-Schaich        | ITF $10.000 | Hartplatz         | Eden Silva                 | Alexandra Grintschischina Jekaterina Kljujewa      | 6:4, 2:6, [10:5]  |
| 5.  | 9. Mai 2015        | Mytilini                   | ITF $10.000 | Hartplatz         | Valentini Grammatikopoulou | Yoshimi Kawasaki Daiana Negreanu                   | 6:4, 6:3          |
| 6.  | 20. Juni 2015      | Grand Baie                 | ITF $10.000 | Hartplatz         | Marie Bouzková             | Ilze Hattingh Madrie Le Roux                       | 6:3, 7:5          |
| 7.  | 11. Juli 2015      | Amstelveen                 | ITF $10.000 | Sand              | Janneke Wikkerink          | Tina Tehrani Mandy Wagemaker                       | 6:2, 6:1          |
| 8.  | 1. August 2015     | Savitaipale                | ITF $10.000 | Sand              | Dea Herdželaš              | Nora Niedmers Hélène Scholsen                      | 7:63, 7:5         |
| 9.  | 22. August 2015    | Las Palmas de Gran Canaria | ITF $10.000 | Sand              | Chayenne Ewijk             | Marta Hugi González Encinas Estela Pérez Somarriba | 7:65, 6:0         |
| 10. | 29. August 2015    | Rotterdam                  | ITF $10.000 | Sand              | Kelly Versteeg             | Katharina Hering Karin Kennel                      | 6:76, 6:1, [10:5] |
| 11. | 23. Januar 2016    | Petit-Bourg                | ITF $10.000 | Hartplatz         | Kelly Versteeg             | Jaqueline Adina Cristian Gaia Sanesi               | 7:65, 6:1         |
| 12. | 29. März 2016      | Nanjing                    | ITF $10.000 | Hartplatz         | Chayenne Ewijk             | Kseniia Bekker Lidsija Marosawa                    | 6:4, 6:2          |
| 13. | 16. April 2016     | Dijon                      | ITF $10.000 | Hartplatz (Halle) | Chayenne Ewijk             | Manon Peral Maud Vigne                             | 6:2, 6:0          |
| 14. | 25. Juni 2016      | Grand Baie                 | ITF $10.000 | Hartplatz         | Chayenne Ewijk             | Kyra Shroff Dhruthi Tatachar Venugopal             | 6:3, 6:3          |
| 15. | 23. Juli 2016      | Don Benito                 | ITF $10.000 | Teppich           | Chayenne Ewijk             | Arabela Fernández Rabener Jana Sisikowa            | 7:5, 6:2          |
| 16. | 17. September 2016 | Petingen                   | ITF $10.000 | Hartplatz (Halle) | Chayenne Ewijk             | Justyna Jegiołka Magali Kempen                     | 7:66, 6:3         |
| 17. | 15. Oktober 2016   | Lagos                      | ITF $25.000 | Hartplatz         | Chayenne Ewijk             | Valentini Grammatikopoulou Prarthana Thombare      | 6:3, 7:5          |
| 18. | 5. November 2016   | Oslo                       | ITF $10.000 | Hartplatz (Halle) | Chayenne Ewijk             | Karen Barritza Michaela Hončová                    | 6:4, 6:4          |
| 19. | 24. Juni 2017      | Alkmaar                    | ITF $15.000 | Sand              | Sally Peers                | Swjatlana Piraschenka Erika Vogelsang              | 6:3, 6:1          |
| 20. | 15. Juli 2017      | Amstelveen                 | ITF $15.000 | Sand              | Dasha Ivanova              | Emily Arbuthnott Belinda Woolcock                  | 6:4, 6:4          |
| 21. | 29. Juli 2017      | Dublin                     | ITF $15.000 | Teppich           | Giorgia Marchetti          | Emily Appleton Quinn Gleason                       | 7:5, 6:4          |
| 22. | 4. November 2017   | Petingen                   | ITF $15.000 | Hartplatz (Halle) | Chayenne Ewijk             | Priscilla Heise Déborah Kerfs                      | 6:2, 4:6, [10:8]  |
| 23. | 10. März 2018      | Bhopal                     | ITF $15.000 | Hartplatz         | Kanika Vaidya              | Tereza Mihalíková Ana Veselinović                  | 1:2 Aufgabe       |
| 24. | 28. April 2018     | Pula                       | ITF $25.000 | Sand              | Naiktha Bains              | Wiktorija Kan Marija Sotowa                        | 6:2, 6:2          |
| 25. | 13. Oktober 2018   | Lagos                      | ITF $25.000 | Hartplatz         | Julia Terziyska            | Merel Hoedt Noa Liauw a Fong                       | 6:4, 6:4          |
| 26. | 23. Februar 2019   | Altenkirchen               | ITF $25.000 | Teppich (Halle)   | Cristina Bucșa             | Marie Benoît Katarzyna Piter                       | 5:7, 6:3, [12:10] |
| 27. | 13. April 2019     | Istanbul                   | ITF $60.000 | Hartplatz         | Marie Bouzková             | Ilona Kramen Iryna Schymanowitsch                  | 7:5, 6:72, [10:5] |
| 28. | 18. Januar 2020    | Malibu                     | ITF $25.000 | Hartplatz         | Laura Pigossi              | Astrid Wanja Brune Olsen Anastasia Iamachkine      | 6:4, 7:64         |
| 29. | 25. Januar 2020    | Petit-Bourg                | ITF $25.000 | Hartplatz         | Laura Pigossi              | Mylène Halemai Manon Léonard                       | 6:2, 6:1          |
| 30. | 4. Juni 2022       | Surbiton                   | ITF W100    | Rasen             | Ingrid Neel                | Fernanda Contreras Gómez Catherine Harrison        | 6:3, 6:3          |

## Abschneiden bei Grand-Slam-Turnieren

### Doppel
| Turnier         | 2021 | 2022 | 2023 | Karriere |
| --------------- | ---- | ---- | ---- | -------- |
| Australian Open | AF   | —    | —    | AF       |
| French Open     | 1    | —    | —    | 1        |
| Wimbledon       | 1    | —    | 2    | 2        |
| US Open         | 1    | 1    | —    | 1        |